# Kubasmaragd
Kubasmaragd (Riccordia ricordii) är en fågel i familjen kolibrier.

## Utseende och läte
Kubasmaragden är en drygt 10 cm lång kolibri med relativt lång kluven stjärt. Hanen är helt grönglänsande med en liten fläck bakom ögat, rött längst in på näbben och kluven stjärt. Honan är metalliskt grön ovan och smutsvit under. Bikolibrin är mycket mindre, med kortare näbb och stjärt och turkosglänsande ovansida. Hona rubinkolibri har kortare, tvärt avskuren stjärt med vitt på stjärtspetsen. Bland lätena hörs en utdragen serie med ljusa gnissliga och sträva ljud och ett ljust men fallande "tsee, tsee, tsee, tse, tse".

## Utbredning och systematik
Fågeln förekommer på Kuba, Isla de la Juventud och några öar som hör till Bahamas: Grand Bahama, Great Abaco och Andros. Den behandlas som monotypisk, det vill säga att den inte delas in i några underarter. Tillfälligt har den påträffats vid upprepade tillfällen i södra Florida i USA.

### Släktestillhörighet
Arten placeras traditionellt i släktet Chlorostilbon, men genetiska studier visar att arterna i släktet inte står varandra närmast. Den har därför flyttats tillsammans med andra karibiska arter till släktet Riccordia.

## Levnadssätt
Kubasmaragden hittas i många olika miljöer från havsnivån upp till åtminstone 1300 meters höjd, undantagsvis 1975 meter på Kuba. Den ses dock oftast i låglänta områden, i både fuktig och torr öppen skog. På Grand Bahama är den vanlig i öppen tallskog, kustnära buskskog, trädgårdar, parker och plantage. Fågeln födosöker på låg till medelhög höjd, en till sex meter ovan mark. Födan består av nektar från blommande buskar och träd, som Barleria cristata och Tabebuia rosae. Den plockar också insekter som kan fångas i flykten. Fågeln häckar året runt. I det mycket lilla djupt skålformade boet lägger den två vita ägg.

## Status och hot
Arten har ett stort utbredningsområde, men tros minska i antal, dock inte tillräckligt kraftigt för att den ska betraktas som hotad. Internationella naturvårdsunionen IUCN listar arten som livskraftig (LC).

## Namn
Kubasmaragdens vetenskapliga artnamn ricordii hedrar Alexandre Ricord (född 1798), en fransk naturforskare verksam i tropiska Amerika 1826–1834.

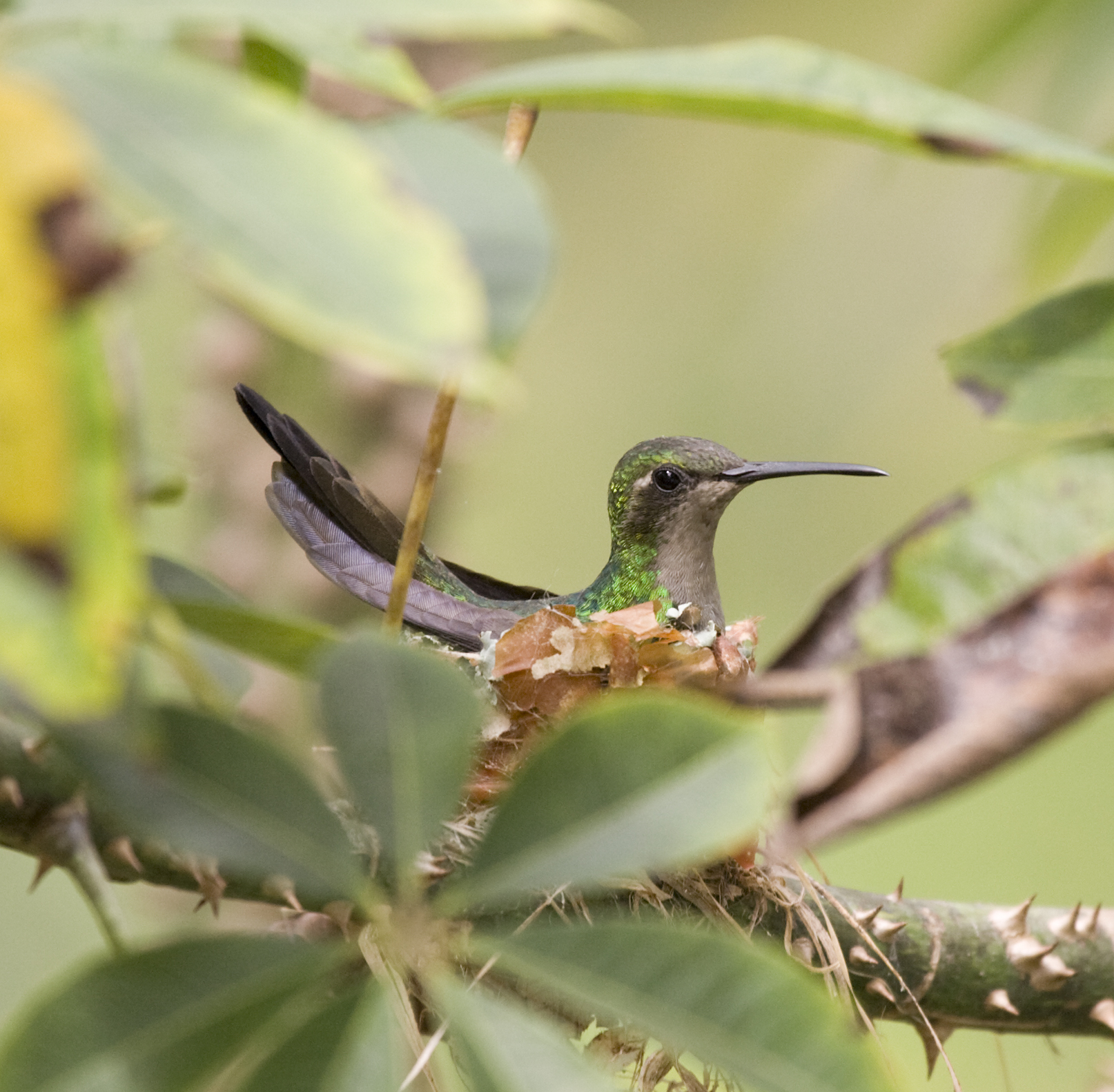
Hona vid boet
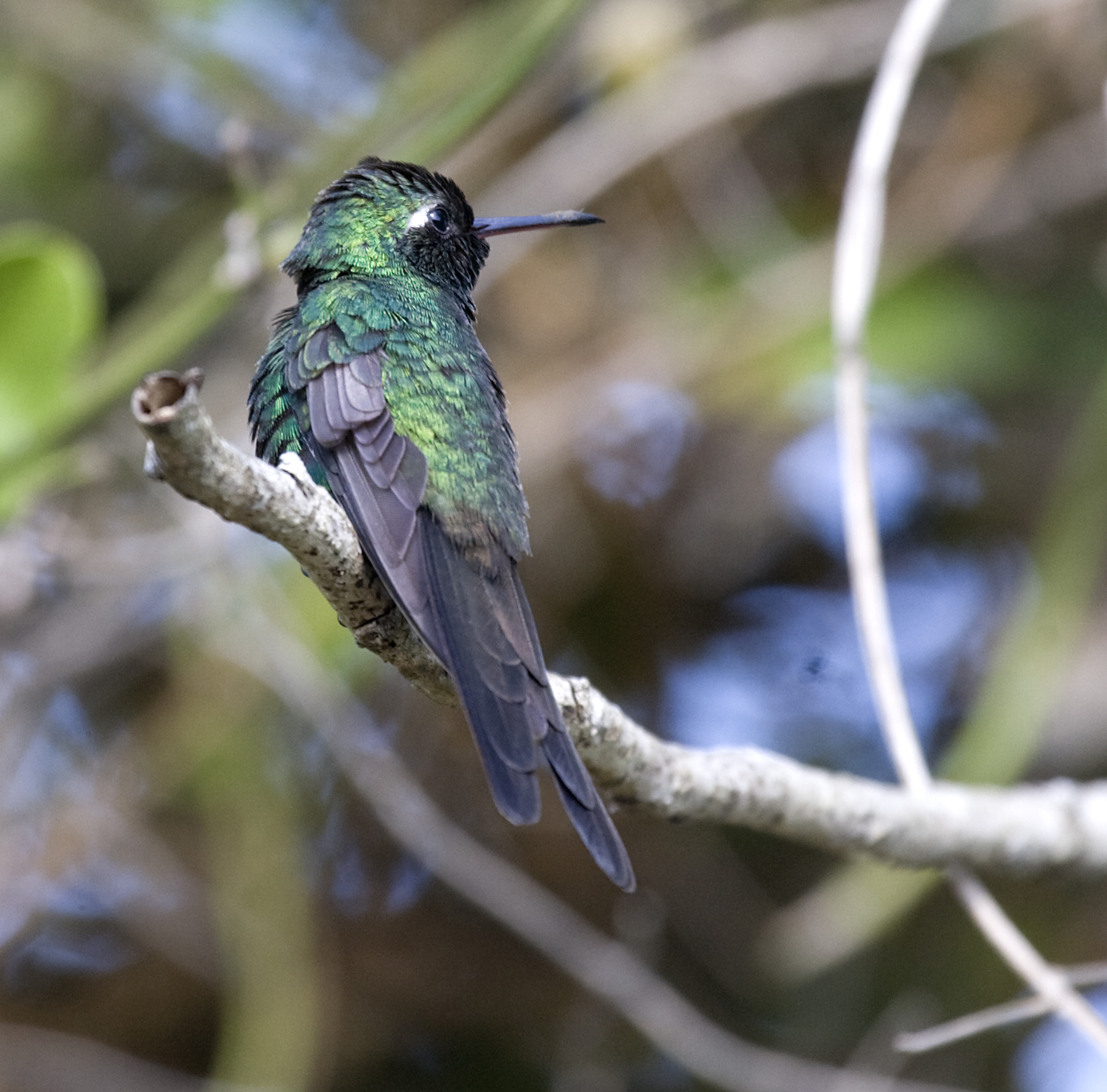
En hane på en gren
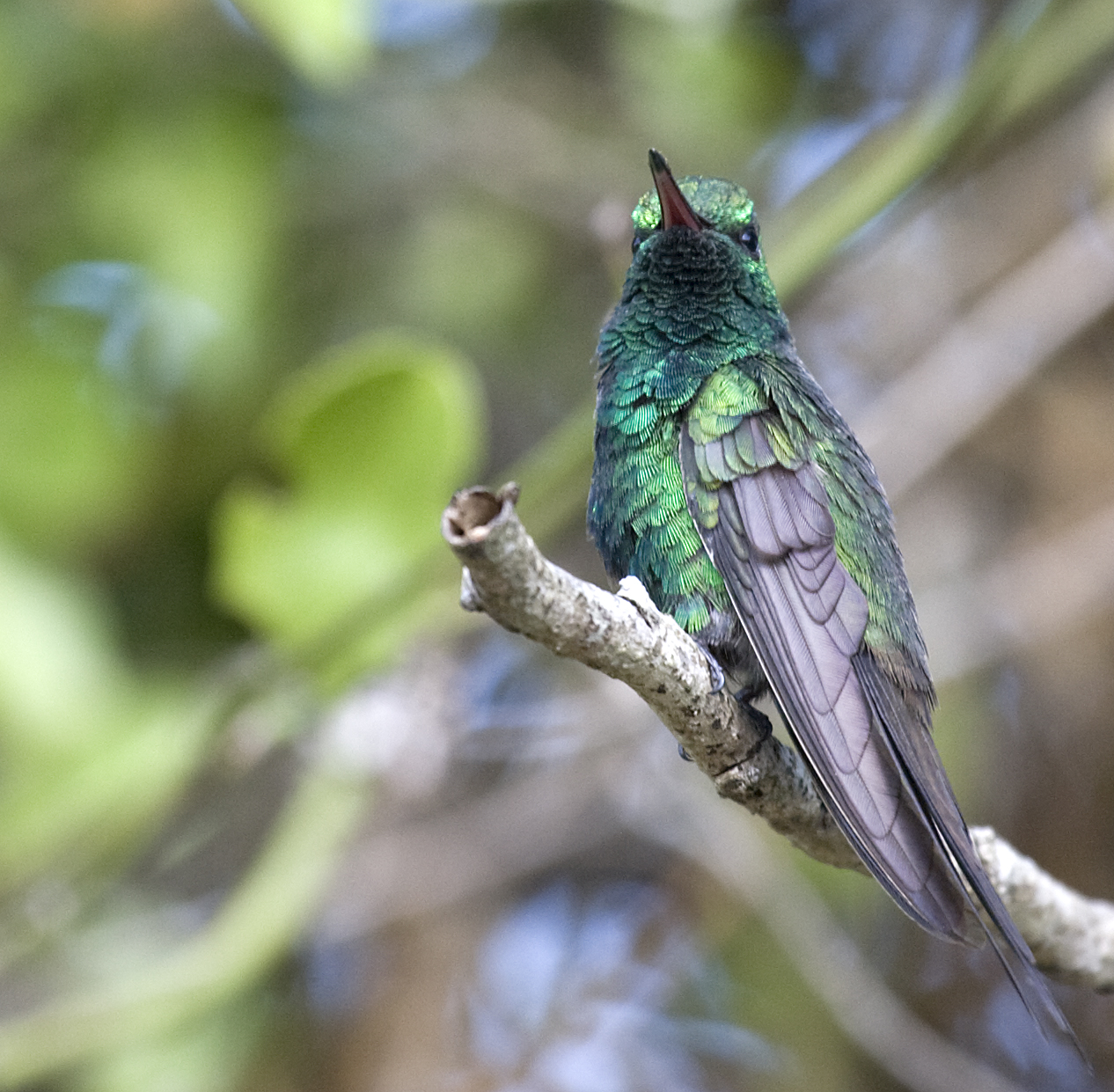